# 六人部是香
六人部是香（むとべ よしか、寛政10年4月22日（1798年6月6日） - 文久3年11月28日（1864年1月7日））は、幕末の国学者。山城国乙訓郡向日神社の神職（忠篤）の子。節香は忠篤の弟で、是香の伯父にあたる。初名惟篤　通称は縫殿・美濃守・宿禰などと称する。号は葵渓・一翁・篶舎など。生年は1806年説もある。享年66。
平田篤胤に学び、郷里の山城で私塾を開いた。篤胤の『幽顕弁』を敷衍し講説した産土信仰や顕幽順考の論で知られる。 

## 著作
- 太古史　十巻
- 太古史考証　十巻
- 上古史　十六巻
- 上古史考証十六巻
- 古道本義傳　廿巻
- 古傳本辞録并徴
- 日中神事記　二巻
- 顕幽順考論　五巻
- 順考神事傳三十巻
- 順考三大論　五巻
- 天津眞保良末考
- 道の一言・道の一言講義
- 神於呂志神歌考
- 神習社置文
- 稲荷神社考附釈
- 三教本論　七巻
- 挫魔概論　十巻
- 龍田考　一巻
- 大祓詞天津菅麻　五巻
- 復古大祓祭典式　一巻
- 布留野道別
- 志豆多巻　三巻
- 日中祝詞記　一帖
- 禳疫祓祭典式
- 詠歌本論　三巻
- 新撰萬葉集玉小菅五巻
- 長歌玉琴
- 小倉百首峯紅葉五巻
- 萬葉集要解　三十巻
- 長謌篶廼木綿垂
- 眞帆能追風　一巻
- 産須那社古傳抄
- 産須那社古傳抄広義　四巻
- 日向國神蹟考
- 村雲日記